# 細谷洋一
細谷 洋一（ほそや よういち、1932年2月28日 - 1996年2月14日）は、日本のジャーナリスト。
宮城県仙台市出身。父は生理学者の細谷雄二。慶應義塾大学文学部卒。産経新聞社会部記者を経て、夕刊フジ報道部長、同編集長、産経新聞編集局長、日本工業新聞社長を務める。1966年、産経新聞東京本社社会部記者時代に、先天性心臓病などに苦しむ子供たちを救うための基金である『あけみちゃん基金』の創設に尽力。